# Gare de Milmort
La gare de Milmort est une gare ferroviaire belge de la ligne 34, de Liège à Hasselt, située à Milmort, section de la ville de Herstal, en Région wallonne dans la province de Liège.
Elle est mise en service en 1865 par la Compagnie du chemin de fer Liégeois-Limbourgeois. C'est une halte ferroviaire de la Société nationale des chemins de fer belges (SNCB) desservie par des trains InterCity (IC), Suburbains (S) et Omnibus (L).

## Situation ferroviaire
Établie à 140 mètres d'altitude, la gare de Milmort est située au point kilométrique (PK) 11,90 de la ligne 34, de Liège à Hasselt, entre les gares ouvertes de Herstal et de Liers.

## Histoire
La station de Milmort est mise en service le 1er mai 1865 par la Compagnie du chemin de fer Liégeois-Limbourgeois lorsqu'elle met en service le tronçon de Liers à Liège-Vivegnis.
Les Chemins de fer de l'État belge reprennent la compagnie en 1898. En février 1909, des travaux d'aménagement sont adjugés pour un montant avoisinait les 60 000 francs, incluant la construction d'un nouveau bâtiment, de plan type 1895 tandis que la cour à marchandises doit être déplacée. Démoli depuis, il se caractérisait par une aile de six travées sur la droite ainsi que des décorations de façade semblables à plusieurs gares semblables, dont celle de Rocourt, à six travées à gauche, ou celle de Bilzen, légèrement plus petite.
En 2019, les quais de la halte sont réaménagés avec un couloir sous-voies et un pont routier remplace les deux passages à niveau proches de la gare.

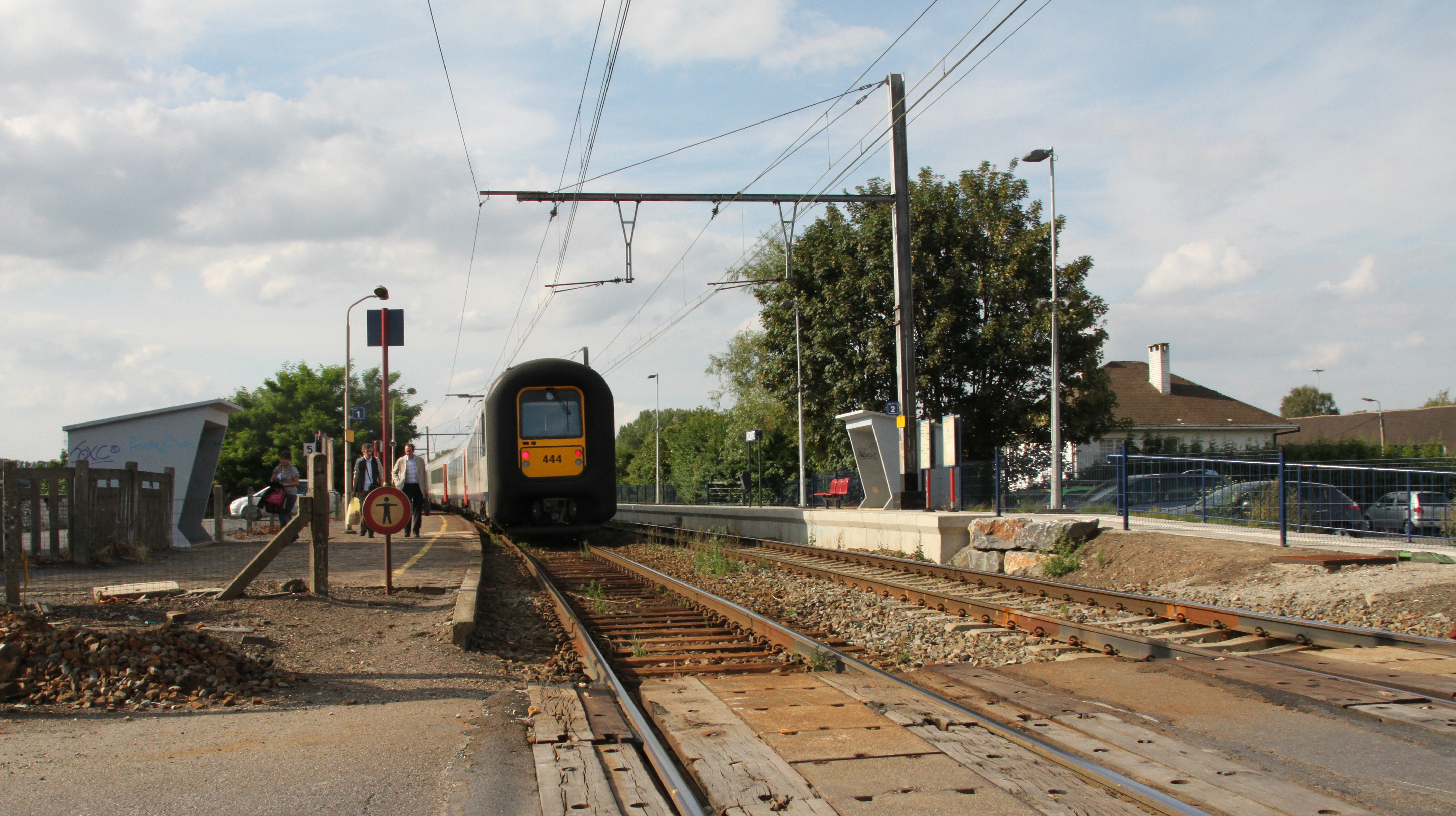
Anciens quais et passage à niveau (2010).

## Service des voyageurs

### Accueil
Halte SNCB, c'est un point d'arrêt non géré (PANG) à accès libre.

### Desserte
Milmort est desservie par des trains InterCity (IC), Suburbains (S) et Omnibus (L) de la SNCB.
En semaine, la gare possède trois dessertes cadencées à l'heure :
- des trains S41 entre Hasselt et Verviers-Central via Liège ;
- des trains S42 entre Liers et Flémalle-Haute via Ougrée et Seraing ;
- des trains L entre Liers et Marloie (toutes les heures) certains sont prolongés vers Rochefort-Jemelle.

Les week-ends et jours fériés, la desserte est constituée par les trains suivants, circulant toutes les heures sauf les trains L et IC vers le Luxembourg :
- des trains IC-09 entre Anvers-Central et Liège-Guillemins via Hasselt ;
- des trains IC-25 entre Liers et Mouscron ;
- des trains IC-33 entre Liers et Luxembourg (toutes les deux heures) ;
- des trains S42 entre Liers et Flémalle-Haute ;
- des trains L entre Liers et Marloie (toutes les deux heures).

### Intermodalité
Un parking pour les véhicules (autos et vélos) y est aménagé.

## Comptage voyageurs
Ce graphique et tableau montre le nombre de voyageurs embarquant en moyenne durant la semaine, le samedi et le dimanche.
| Nombre de passagers qui embarquent à la gare de Milmort | Nombre de passagers qui embarquent à la gare de Milmort | Nombre de passagers qui embarquent à la gare de Milmort | Nombre de passagers qui embarquent à la gare de Milmort |
|                                                         | Semaine                                                 | Samedi                                                  | Dimanche                                                |
| ------------------------------------------------------- | ------------------------------------------------------- | ------------------------------------------------------- | ------------------------------------------------------- |
| 1977                                                    | 95                                                      | 9                                                       | 13                                                      |
| 1978                                                    | 110                                                     | 20                                                      | 27                                                      |
| 1979                                                    | 94                                                      | 18                                                      | 16                                                      |
| 1980                                                    | 101                                                     | 20                                                      | 16                                                      |
| 1981                                                    | 118                                                     | 22                                                      | 15                                                      |
| 1982                                                    | 122                                                     | 18                                                      | 17                                                      |
| 1983                                                    | 124                                                     | 43                                                      | 10                                                      |
| 1984                                                    | 123                                                     | 28                                                      | 25                                                      |
| 1985                                                    | 129                                                     | 63                                                      | 35                                                      |
| 1986                                                    | 97                                                      | 41                                                      | 63                                                      |
| 1987                                                    | 117                                                     | 54                                                      | 59                                                      |
| 1988                                                    | 139                                                     | 66                                                      | 53                                                      |
| 1989                                                    | 169                                                     | 75                                                      | 45                                                      |
| 1990                                                    | 136                                                     | 55                                                      | 58                                                      |
| 1991                                                    | 147                                                     | 80                                                      | 68                                                      |
| 1992                                                    | 179                                                     | 56                                                      | 56                                                      |
| 1993                                                    | 199                                                     | 64                                                      | 51                                                      |
| 1994                                                    | 142                                                     | 63                                                      | 42                                                      |
| 1995                                                    | 150                                                     | 47                                                      | 39                                                      |
| 1996                                                    | 195                                                     | 56                                                      | 43                                                      |
| 1997                                                    | 173                                                     | 52                                                      | 37                                                      |
| 1998                                                    | 194                                                     | 44                                                      | 25                                                      |
| 1999                                                    | 152                                                     | 34                                                      | 36                                                      |
| 2000                                                    | 230                                                     | 106                                                     | 56                                                      |
| 2001                                                    | 159                                                     | 38                                                      | 24                                                      |
| 2002                                                    | 149                                                     | 28                                                      | 24                                                      |
| 2003                                                    | 166                                                     | 28                                                      | 50                                                      |
| 2004                                                    | 166                                                     | 36                                                      | 28                                                      |
| 2005                                                    | 205                                                     | 62                                                      | 26                                                      |
| 2006                                                    | 235                                                     | 48                                                      | 50                                                      |
| 2007                                                    | 207                                                     | 34                                                      | 26                                                      |
| 2008                                                    | -                                                       | -                                                       | -                                                       |
| 2009                                                    | 221                                                     | 41                                                      | 33                                                      |
| 2010                                                    | -                                                       | -                                                       | -                                                       |
| 2011                                                    | -                                                       | -                                                       | -                                                       |
| 2012                                                    | 269                                                     | 55                                                      | 50                                                      |
| 2013                                                    | 279                                                     | 53                                                      | 38                                                      |
| 2014                                                    | 278                                                     | 63                                                      | 61                                                      |
| 2015                                                    | 246                                                     | 72                                                      | 63                                                      |
| 2016                                                    | 298                                                     | 98                                                      | 74                                                      |
| 2017                                                    | 291                                                     | 75                                                      | 59                                                      |
| 2018                                                    | 336                                                     | 17                                                      | 17                                                      |
| 2019                                                    | 373                                                     | 89                                                      | 63                                                      |
| 2020                                                    | 218                                                     | 58                                                      | 65                                                      |
| 2021                                                    | -                                                       | -                                                       | -                                                       |
| 2022                                                    | 426                                                     | 103                                                     | 107                                                     |
| 2023                                                    | 547                                                     | 242                                                     | 168                                                     |
| 2024                                                    | 505                                                     | 144                                                     | 124                                                     |